# Alexandra Sydow
Alexandra Sydow (* 19. April 1973 in Memmingen) ist eine deutsche Schauspielerin.

## Leben und Wirken
Alexandra Sydow wuchs in Memmingen in Mittelschwaben auf und machte dort auch ihr Abitur. Ihre Ausbildung zur Schauspielerin absolvierte sie an der Hochschule der Künste Bern. Es folgten Engagements an Theatern in St. Gallen, Würzburg, Köln, Aachen, Bonn, Frankfurt, Bamberg, Hof und Berlin sowie an den Sommertheaterbühnen in Kreuzlingen, Eltville, Müritz und Feuchtwangen.
Für das Fernsehen wirkte sie in verschiedenen Serien mit. Bekannt wurde sie einem breiteren Publikum durch ihre Auftritte in der RTL-Seifenoper Verschollen.
Alexandra Sydow lebt in Berlin.

## Filmografie (Auswahl)
- 2000: Bus Stop 99 (Kurzfilm)
- 2000: Barrakuda (Kurzfilm)
- 2000: SOKO 5113 (Fernsehserie, 1 Folge)
- 2001: Schlosshotel Orth (Fernsehserie, 1 Folge)
- 2001: Die Biester (Fernsehserie, 2 Folgen)
- 2001: Liebe darf alles (Fernsehserie, 1 Folge)
- 2002: Um Lieben und Tod (Kurzfilm)
- 2004–2005: Verschollen (Fernsehserie, 29 Folgen)
- 2008–2009: 112 – Sie retten dein Leben (Fernsehserie, 2 Folgen)
- 2011: Alarm für Cobra 11 – Die Autobahnpolizei (Fernsehserie, 1 Folge)
- 2011: Off Shore (Kino)